# Suterranya
|  | Aquest article és sobre el poble d'aquest nom. Per a l'antic municipi, vegeu Suterranya (antic municipi). |

El poble de Suterranya fou cap del municipi del mateix nom, del Pallars Jussà annexat a Tremp l'any 1973. Està situat a la Conca de Tremp, a l'esquerra de la Noguera Pallaresa, al límit amb la Conca Dellà.
Dins del seu antic terme, Suterranya es troba al centre del municipi, des del punt de vista de la seva longitud, i al límit de ponent, tenint en compte la latitud. Si tenim en compte l'actual municipi de Tremp, el poble de Suterranya es troba a l'extrem de llevant del terme.
L'església parroquial de Sant Serni és un edifici d'una nau amb capelles laterals, d'època gòtica, bé que les voltes de la nau han estat transformades; la façana, amb un petit ull de bou i obertures tardanes antiestètiques, acaba amb un campanar d'espadanya.
La maledicència popular de la comarca deia de Suterranya: Suterranya, la lleganya, i d'aquí el para-gentilici aplicat als de Suterranya: lleganyosos.

## Etimologia
Suterranya, segons Coromines (op. cit.), prové de la forma culta llatina subterranea, és a dir, la que es troba sota terra o, interpretat d'una altra manera, la que en la terra, es troba a sota (o en la terra de sota). Possiblement es tracta d'aquesta segona interpretació: Suterranya és l'evolució en terra més plana i accessible de l'antic poble de Puigfalconer, que és més enlairat, en les serres del nord-est del terme, i que s'abandonà a favor de Suterranya.
Cal dir que si bé Suterranya és, de fet, un parònim de Susterris, i tot i que l’origen etimològic és bastant proper, no s'ha de donar la mateixa interpretació a tots dos topònims.

## Història
El poble de Suterranya fou, en un primer moment, un poble clos que, amb el pas del temps, s'anà allargassant fins a prendre la forma actual, estesa de llevant a ponent. Es conserva perfectament tot el traçat del poble clos, amb les cases formant la murada, i comunicant els carrers de l'interior amb l'exterior a través de diversos portals, algun d'ells de factura antiga, clarament medieval.
Molt possiblement el camí ral, que recorria la Conca Dellà i anava a parar a Tremp, passava per aquest poble, cosa que explicaria el doble recinte clos que presenta: un de primer, representat actualment pel Portal d'Orcau, que aconduiria el camí ral arran de recinte murat, però sense entrar del tot en el clos interior del poble, i un de segon, que tancaria aquest clos interior, i que comprendria la resta de portals que apareixen a les imatges.
| Portals del clos del poble | Portals del clos del poble | Portals del clos del poble                             | Portals del clos del poble |
| -------------------------- | -------------------------- | ------------------------------------------------------ | -------------------------- |
| Portal d'Orcau (a llevant) | Portal nord                | Portal de l'església.                                  |                            |
| Portal d'Orcau (a llevant) | Portal nord                | Portal de l'església. Interior, amb els arcs medievals |                            |

A part del clos format per les cases, que arriben a fer trossos acastellats als angles del clos, en algun tros es conserven restes dels camins de ronda, estrets i amagats. El poble és estret i allargassat, i els carrers de l'interior, estrets i costeruts. Tot el traçat del poble antic reflecteix un perfecte urbanisme medieval.
| Portals i altres del clos del poble | Portals i altres del clos del poble                     | Portals i altres del clos del poble    | Portals i altres del clos del poble |
| ----------------------------------- | ------------------------------------------------------- | -------------------------------------- | ----------------------------------- |
| Portal de Vilamitjana, a ponent     | Portal de Vilamitjana. Interior, amb els arcs medievals | Angle sud-oest del murat de Suterranya | Camí de ronda sud                   |
| Portal de Vilamitjana, a ponent     | Portal de Vilamitjana. Interior, amb els arcs medievals | Angle sud-oest del murat de Suterranya | Camí de ronda sud                   |

El 1381 ja apareix Suterranya en un cens. Hi consten 11 focs (uns 55 habitants); el 1553 el nombre de focs ha pujat a 16, i el 1718, a 21. D'aquests 105 habitants, aproximadament, el 1787 ja hi consten 225 habitants, i el 1860, 344. El nombre més alt s'assoleix el 1887: 394 persones.

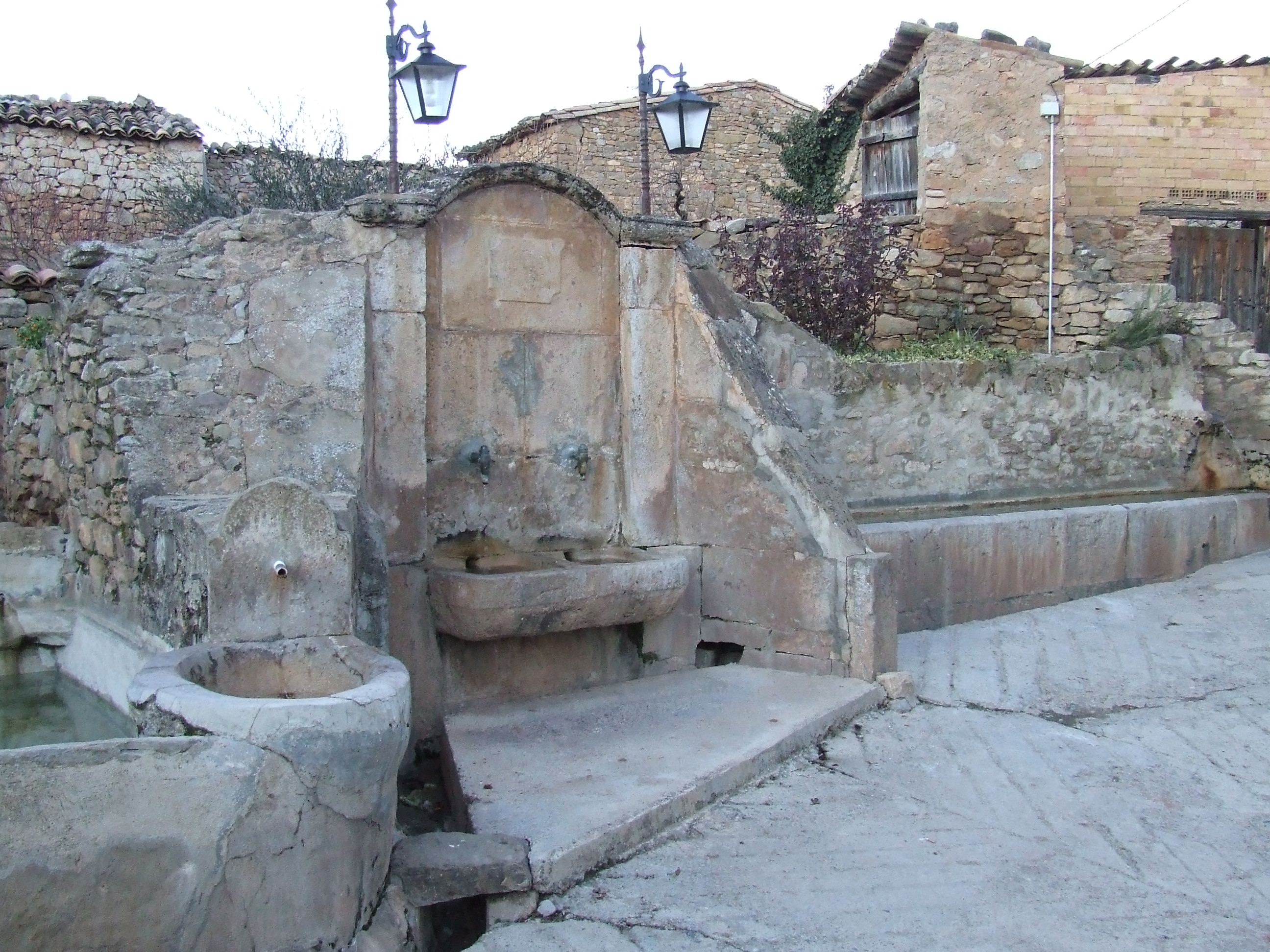
Font, safareigs i abeuradors públics, una de les obres públiques de darreries del, a Suterranya

Fins al 1831, any d'extinció dels senyorius, Suterranya pertangué als barons, després comtes, d'Erill, ja que aquesta família havia integrat la Baronia d'Orcau.
El 1845 Pascual Madoz publicà el Diccionario geográfico.... S'hi pot llegir que Suterranya (per error entrada com a Sutersaña) és en una petita eminència al sud-oest de la muntanya de Sant Corneli, sobre un pla inclinat, ben ventilat i de clima sa. Consta de 37 cases, una font amb rentador dins del poble i església. Té 30 veïns (caps de família) i 362 ànimes (habitants).
D'aquell moment ençà, la davallada ha estat progressiva: 297 el 1900, 232 el 1930, 218 el 1950, 130 el 1970, 83 el 1981 i 35 el 1994. Darrerament sembla presentar una certa remuntada, atès que el 2006 hi havia censades 69 persones, a Suterranya.
Dins d'aquest període cal destacar, corresponent als darrers anys del segle xix o als primers del xx, la construcció de la font pública del poble, amb les fonts pròpiament dites, safareigs i abeurador, situats a la part de llevant, prop del Portal d'Orcau.
El senyoriu de Suterranya estigué sempre lligat a la baronia d'Orcau i, per tant, passà per totes les mans per les quals passà la baronia: els Orcau, els Erill, el duc d'Híxar...

## Activitat econòmica
Suterranya no difereix gaire de la resta de poblacions de les conques, tant la Deçà com la Dellà. L'agricultura i la ramaderia són la principal activitat econòmica. Cereals, vinya (que tenia antigament molt bon nom), oliveres, arbres fruiters, farratge i algunes hortalisses. Ajuda l'activitat agrària l'existència d'un petit canal que hi duu aigües des de la Noguera Pallaresa.
L'única activitat terciària, preindustrial, l'oferia el molí, encara existent avui dia.
La caça havia estat una activitat destacada, a Suterranya. Sobretot de perdius, conills i llebres.

## Festes i tradicions
La Festa Major de Suterranya té lloc el segon diumenge d'agost. A més, la festa patronal de Sant Serni -Sant Sadurní- també se celebra, en aquest cas, el 29 de novembre (traslladada al diumenge més proper a aquella data).
El 8 de maig es fa l'aplec de Sant Miquel, en què es puja a l'ermita de Sant Miquel de Suterranya. També en aquest cas s'ha hagut de traslladar la festa al diumenge més proper.
Antigament se celebrava molt el Corpus, amb una gran processó de tot el poble.
Entre els animadors de les festes populars, necessaris a tots els pobles petits, destacaven els acordionistes. Doncs bé, Suterranya en tingué un de molt apreciat a tota la comarca: Antoni Monsó, de Casa Cílio.